# Glycaspis grapta
Glycaspis grapta är en insektsart som beskrevs av Moore 1970. Glycaspis grapta ingår i släktet Glycaspis och familjen rundbladloppor. Inga underarter finns listade i Catalogue of Life.